# وان استور پلازا
وان استور پلازا (به انگلیسی: One Astor Plaza) یک آسمان‌خراش اداری با ۲۲۷ متر ارتفاع (۷۴۵ پا) است که در میدان تایمز در منهتن در نیویورک در ایالات متحده آمریکا قرار دارد. این آسمان‌خراش ۵۴ طبقه‌ای که در سال ۱۹۷۲ ساخت آن تمام شد، توسط در اسکات طراحی شده‌است.